# Zapora Cleuson

Zapora Cleuson

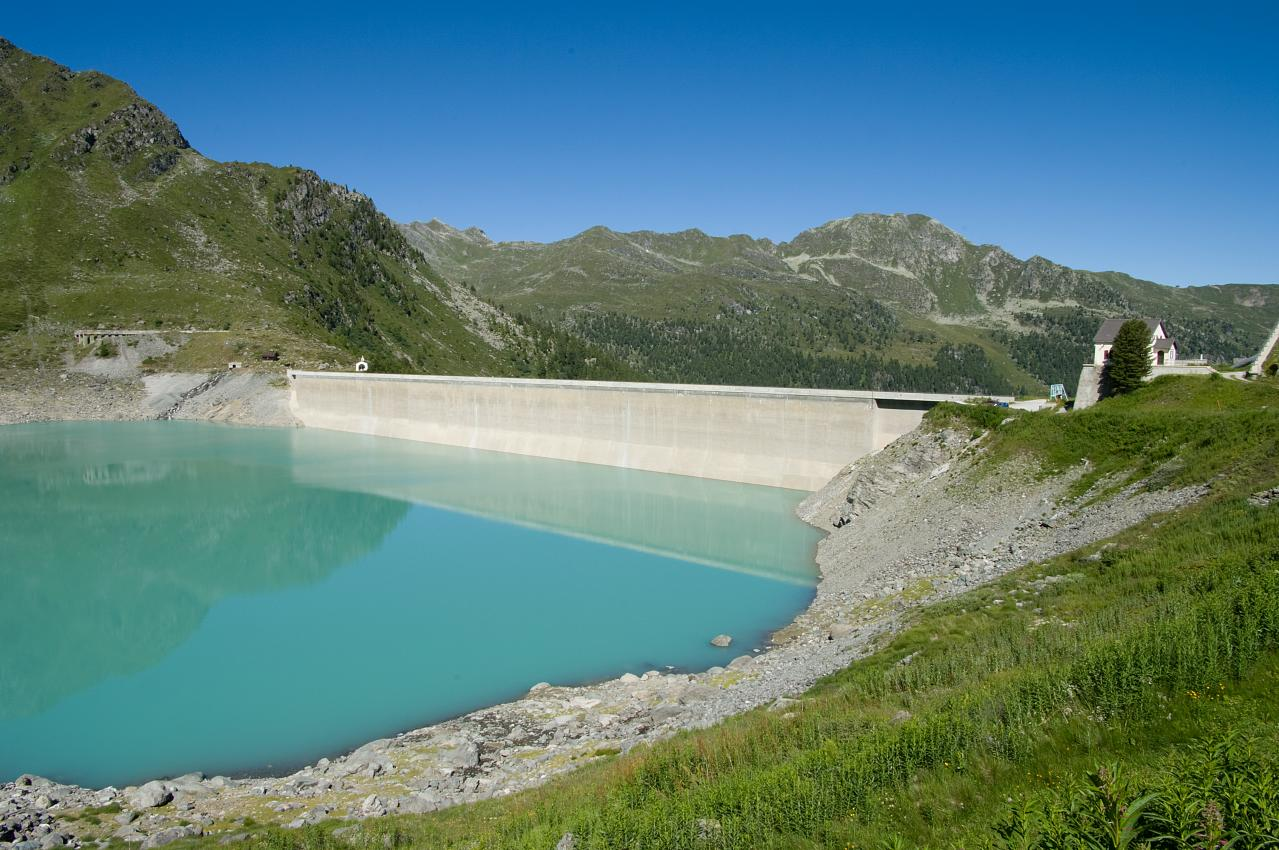
Zapora Cleuson od strony wody

Zapora Cleuson – zapora wodna w Alpach Pennińskich w Szwajcarii. Dzięki jej budowie powstał sztuczny zbiornik wodny, nazywany jeziorem Cleuson. Nie posiada własnej elektrowni wodnej, a jezioro Cleuson stanowi element dużego systemu hydroenergetycznego, w skład którego wchodzi m.in. wielka zapora Grande Dixence i szereg elektrowni wodnych w dolinie Rodanu.

## Położenie
Zapora znajduje się w kantonie Valais na terenie gminy Nendaz. Wzniesiono ją w opadającej w kierunku północnym dolinie Nendaz, na potoku La Printse. Powstała na progu polodowcowym, w miejscu wyraźnego przewężenia doliny, pomiędzy wzniesieniami L’Arpette (2398 m n.p.m.) po stronie lewej (zachodniej) i Le Perron (2886 m n.p.m.) po stronie prawej (wschodniej).

## Historia
Projekt budowy zapory i zbiornika wodnego dla celów energetycznych powstał już w 1942 r. Inwestycja została podjęta w ekonomicznym kontekście wojny. Wkrótce przedsiębiorstwo Énergie Ouest Suisse rozpoczęło budowę drogi dojazdowej oraz kolei linowej do transportu materiałów. Budowa trwała w latach 1947–1950. Po napełnieniu zbiornika włączono ją do systemu energetycznego w 1951 r.
W latach 1994–1998 przeprowadzono remont górnych partii okładziny muru zapory od strony wody na powierzchni ok. 15 000 m².

## Charakterystyka techniczna
- Typ zapory: ciężka odciążona, typu Noetzli (w następstwie powojennych obaw oraz oceny bezpośrednich i pośrednich skutków potencjalnego zbombardowania obiektu, połowa pustych cel wewnątrz muru zapory została wypełniona betonem.).
- Fundament zapory: 2108 m n.p.m.
- Korona zapory: 2188 m n.p.m.
- Maksymalny poziom lustra wody w zbiorniku: 2186,5 m n.p.m.
- Wysokość zapory: 87 m
- Długość muru zapory: 420 m
- Objętość muru zapory 405 000 m³
- Przepustowość upustów przelewowych: 87 m³/s
- Rodzaj upustu: przelew
- Wydajność odpływu dolnego: 21,9 m³/s.

Źródło: swissdams.ch.

## Eksploatacja
Właścicielem zapory jest spółka Energie Ouest Suisse. Zapora jest elementem dużego systemu energetycznego, którego głównymi elementami są położona w sąsiedniej dolinie zapora Grande Dixence i związane z nią hydroelektrownie. Zapora Cleuson nie posiada własnej elektrowni. Woda z jej zbiornika jest pompowana przez zespół 4 pomp (o wydajności 0,5 m³/s każda i mocy zasilania 4 × 1030 kW) na wysokość 87 m i trafia do systemu podziemnych rurociągów, zasilających elektrownię wodną Chandoline w Sion w dolinie Rodanu (spadek łączny: 1749,5 m).